# 宗道站
宗道站（日语：／ Sōdō eki */?）是位於茨城縣下妻市宗道164號，關東鐵道的常總線車站。

## 概要
此站是下妻市（舊·千代川村）的中心車站，鄰近市政廳千代川廳舍（舊・千代川村公所）。

### 在此站行走的運行形態
- 上行（石下、水海道、守谷、取手方向）
  - 日間每小時設有1-3班普通列車（前往取手，部分前往守谷）停靠。部分列車可在水海道轉乘另一架前往取手[注釋 1][3]。
- 下行（下妻、下館方向）
  - 日間每小時設有1-2班普通列車（前往下館）停靠，晚間設有前往下妻的班次[3]。

## 歷史
- 1913年（大正2年）11月1日 - 常總鐵道（日语：常総鉄道）車站啟用[1]。
- 1945年（昭和20年）3月30日 - 與筑波鐵道（第一代）（日语：筑波鉄道 (初代)）合併，成為常總筑波鐵道（日语：常総筑波鉄道）車站[1]。
- 1965年（昭和40年）6月1日 - 與鹿島參宮鐵道（日语：鹿島参宮鉄道）合併，成為關東鐵道車站[1]。
- 1967年（昭和42年）7月12日 - 翻新車站大樓（第二代）。
- 1978年（昭和53年）4月13日 - 成為業務委託車站。
- 2000年代 - 設置新車站大樓（第三代）。
- 2009年（平成21年）3月14日 - 此站可以使用IC卡PASMO[1]。

## 車站構造

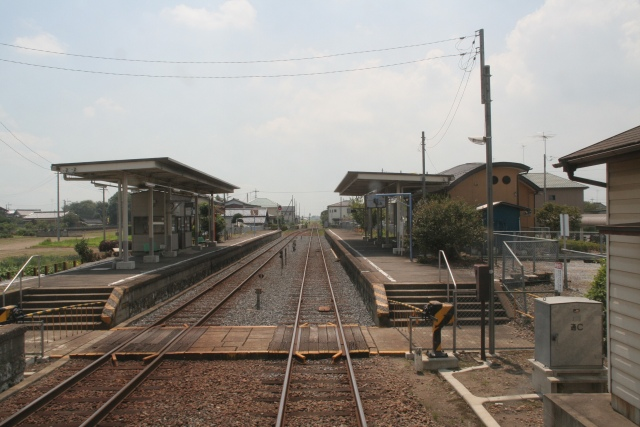
宗道站（2007年8月12日）

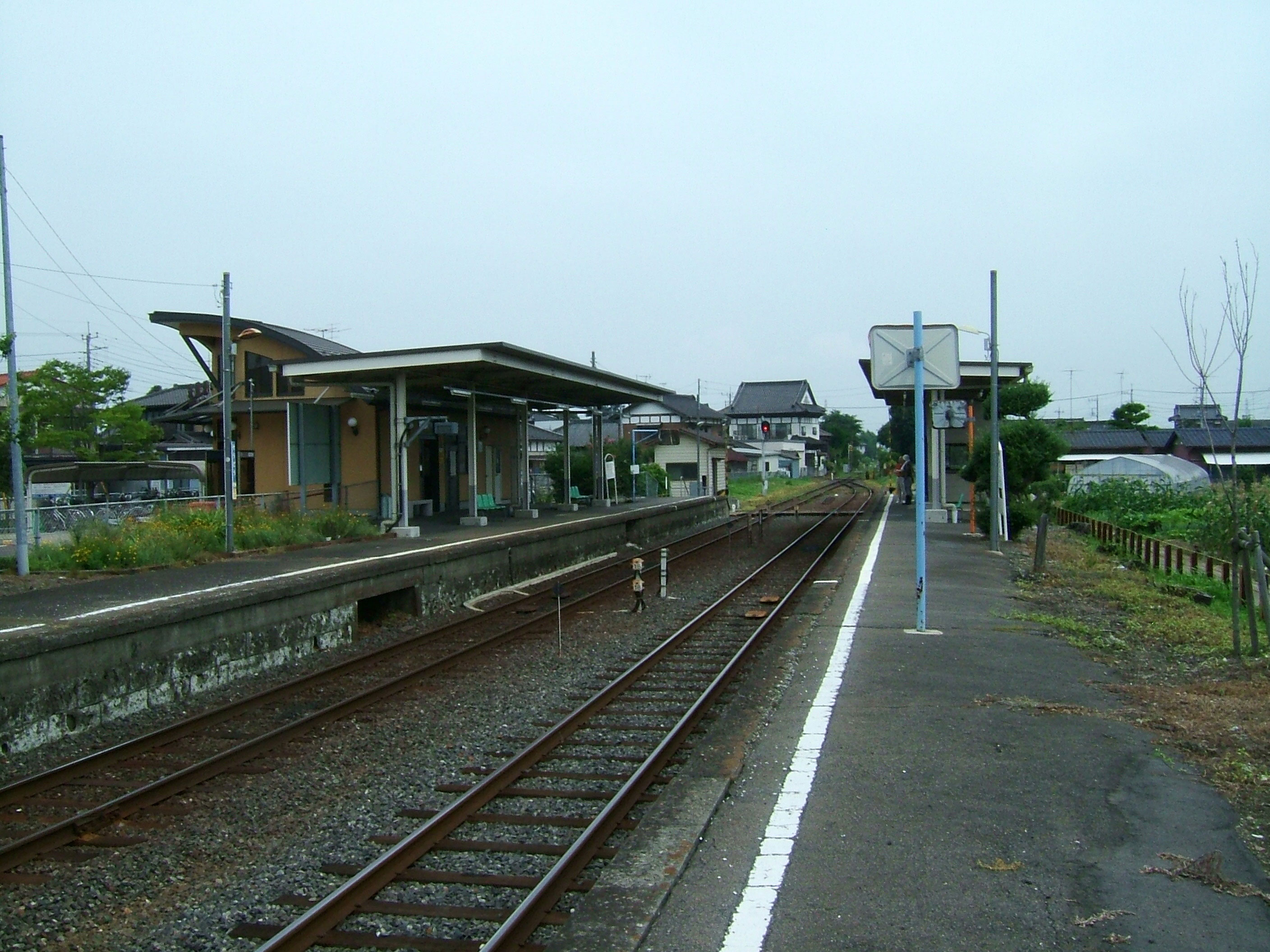
月台

此站是地面車站，設有2面2線的相對式月台。此站是業務委托車站。月台靠近下館一方設有站內平交道。
車站前後位於單線區間，可進行列車交會。

### 月台
| 月台 | 路線    | 方向                   |
| ---- | ------- | ---------------------- |
| 1    | ■常總線 | 下妻、下館方向         |
| 2    | ■常總線 | 水海道、守谷、取手方向 |

## 使用狀況
以下為近年乘車人次變化。
| 乘車人員變化 | 乘車人員變化 |
| 年度         | 1日平均人次  |
| ------------ | ------------ |
| 2004         | 138          |
| 2005         | 133          |
| 2006         | 126          |
| 2007         | 131          |
| 2008         | 146          |
| 2009         | 123          |
| 2010         | 118          |
| 2011         | 104          |
| 2012         | 112          |
| 2013         | 112          |
| 2014         | 110          |
| 2015         | 103          |
| 2016         | 113          |
| 2017         | 119          |

## 車站周邊
- 下妻市政廳 千代川廳舍（舊·千代川村（日语：千代川村 (茨城県)）公所）
- 千代川郵局
- 千代川消防分署
- 宗道的士
- 宗道之大欅
- 我國神德社
- 筑波賽道（日语：筑波サーキット）
  - 轉乘的士乘坐15至20分鐘。但是由於的士數目有限，因此若的士前往該處再折返時，有機會需要等待40分鐘。因此，可選擇前往石下站下車前往該處（在舉行主要比賽時，石下站設有接送巴士）。
- 千代川體育館
- 本宗道巴士站 - 關鐵紫色巴士（日语：関鉄パープルバス）石下站出發前往下妻站（只於寒假期間服務，單向只有1班）

## 相鄰車站
關東鐵道
■常總線
快速
通過
普通
玉村－宗道－下妻

## 注腳

## 外部連結
- 宗道站 | 車站案內 （页面存档备份，存于）（日語） - 關東鐵道